# Илкли
Илкли — курорт и община в Западном Йоркшире, в Северной Англии. Приблизительно 12 миль (19 км) к северу от Брадфорда и 17 миль (27 км) к северо-западу от Лидса. Город расположен на южном побережье реки Уорф, одной из рек Уорфедейла.
Основу индустрии города составляет туристический и курортный бизнес. В центре города дома построены в викторианском архитектурном стиле, улицы в центре очень широкие. Неофициальный гимн графства Йоркшир, «On Ilkla Moor Baht 'at» (буквально — «На верещатник Илкли без шляпы») написан на йоркширском диалекте английского языка и посвящён верещатнику Илкли, расположенному на юге от города.